# Saint-Simon (Charente)
Saint-Simon és un municipi francès situat al departament del Charente i a la regió de la Nova Aquitània. L'any 2007 tenia 209 habitants.

## Demografia

### Població
El 2007 la població de fet de Saint-Simon era de 209 persones. Hi havia 93 famílies de les quals 39 eren unipersonals (12 homes vivint sols i 27 dones vivint soles), 23 parelles sense fills, 23 parelles amb fills i 8 famílies monoparentals amb fills.
La població ha evolucionat segons el següent gràfic:
Habitants censats

### Habitatges
El 2007 hi havia 150 habitatges, 100 eren l'habitatge principal de la família, 36 eren segones residències i 14 estaven desocupats. Tots els 150 habitatges eren cases. Dels 100 habitatges principals, 81 estaven ocupats pels seus propietaris, 14 estaven llogats i ocupats pels llogaters i 5 estaven cedits a títol gratuït; 1 tenia una cambra, 4 en tenien dues, 14 en tenien tres, 23 en tenien quatre i 58 en tenien cinc o més. 69 habitatges disposaven pel capbaix d'una plaça de pàrquing. A 56 habitatges hi havia un automòbil i a 33 n'hi havia dos o més.

### Piràmide de població
La piràmide de població per edats i sexe el 2009 era:
| Homes | Edats   | Dones |
| ----- | ------- | ----- |
| 0     | 95 o +  | 0     |
| 0     | 90 a 94 | 0     |
| 0     | 85 a 89 | 4     |
| 4     | 80 a 84 | 4     |
| 4     | 75 a 79 | 4     |
| 8     | 70 a 74 | 8     |
| 12    | 65 a 69 | 12    |
| 4     | 60 a 64 | 8     |
| 4     | 55 a 59 | 0     |
| 8     | 50 a 54 | 8     |
| 16    | 45 a 49 | 16    |
| 8     | 40 a 44 | 12    |
| 8     | 35 a 39 | 8     |
| 8     | 30 a 34 | 4     |
| 16    | 25 a 29 | 4     |
| 4     | 20 a 24 | 0     |
| 8     | 15 a 19 | 12    |
| 4     | 10 a 14 | 4     |
| 4     | 5 a 9   | 0     |
| 4     | 0 a 4   | 4     |

## Economia
El 2007 la població en edat de treballar era de 128 persones, 91 eren actives i 37 eren inactives. De les 91 persones actives 81 estaven ocupades (45 homes i 36 dones) i 11 estaven aturades (4 homes i 7 dones). De les 37 persones inactives 16 estaven jubilades, 9 estaven estudiant i 12 estaven classificades com a «altres inactius».

### Ingressos
El 2009 a Saint-Simon hi havia 100 unitats fiscals que integraven 198 persones, la mediana anual d'ingressos fiscals per persona era de 17.164 €.

### Activitats econòmiques
Dels 2 establiments que hi havia el 2007, 1 era d'una empresa alimentària i 1 d'una empresa d'hostatgeria i restauració.
L'únic servei als particulars que hi havia el 2009 era un restaurant.
L'any 2000 a Saint-Simon hi havia 11 explotacions agrícoles que ocupaven un total de 344 hectàrees.

## Poblacions més properes
El següent diagrama mostra les poblacions més properes.